# Brzezinka (gromada w powiecie oświęcimskim)
Brzezinka – dawna gromada, czyli najmniejsza jednostka podziału terytorialnego Polskiej Rzeczypospolitej Ludowej w latach 1954–1972.
Gromady, z gromadzkimi radami narodowymi (GRN) jako organami władzy najniższego stopnia na wsi, funkcjonowały od reformy reorganizującej administrację wiejską przeprowadzonej jesienią 1954 do momentu ich zniesienia z dniem 1 stycznia 1973, tym samym wypierając organizację gminną w latach 1954–1972.
Gromadę Brzezinka z siedzibą GRN w Brzezince utworzono – jako jedną z 8759 gromad na obszarze Polski – w powiecie oświęcimskim w woj. krakowskim, na mocy uchwały nr 20/IV/54 WRN w Krakowie z dnia 6 października 1954. W skład jednostki weszły obszary dotychczasowych gromad Pławy, Harmęże i Brzezinka (bez części włączonej do miasta Oświęcim) ze zniesionej gminy Oświęcim w tymże powiecie. Dla gromady ustalono 18 członków gromadzkiej rady narodowej.
30 czerwca 1960 do gromady Brzezinka przyłączono obszar zniesionej gromady Babice.
31 grudnia 1961 do gromady Brzezinka przyłączono obszar zniesionej gromady Rajsko.
Gromada przetrwała do końca 1972 roku, czyli do kolejnej reformy gminnej.